# Fraser Valley East
Fraser Valley East est une ancienne circonscription électorale fédérale de la Colombie-Britannique, représentée de 1968 à 1997.
La circonscription de Fraser Valley East est créée en 1966 avec des parties de Fraser Valley, Kamloops et Okanagan Boundary. Abolie en 1996, elle est intégrée dans Fraser Valley.

## Géographie
En 1966, la circonscription de Fraser Valley East comprenait:
- Le district régional de Fraser-Cheam
- Une partie du district régional de Central Fraser Valley

## Députés
1. 1968-1972 — Jerry Pringle, PLC
2. 1972-1984 — Alex Patterson, PC
3. 1984-1993 — Ross Belcher, PC
4. 1993-1997 — Chuck Strahl, PR

- PC = Parti progressiste-conservateur
- PLC = Parti libéral du Canada
- PR = Parti réformiste du Canada